# Egger Holzwerkstoffe
Egger Holzwerkstoffe GmbH (Egger Group) er en østrigsk producent af byggematerialer med hovedkvarter i St. Johann i Tirol. De producerer træfiberplader som spånplader, MDFplader og OSB-plader. De producerer også lægter og bjælker i træ samt laminatgulve. Koncernen har 22 fabrikker i 11 lande. Omsætningen er på 4,13 mia. euro (2023/24). Egger Group har 11.735 ansatte (2023/24).
Egger Group blev grundlagt i 1961 af savværksejer Fritz Egger (1922–1982).